# 나탈리야 보로비요바 (레슬링 선수)
나탈리야 비탈리예브나 보로비요바(러시아어: Ната́лья Вита́льевна Воробьёва, 1991년 5월 27일~)는 러시아의 레슬링 선수이다. 2012년 하계 올림픽에서 여자 헤비급 금메달을 획득했으며 2016년 하계 올림픽에서 여자 라이트헤비급 동메달을 획득했다.